# Лаубере
Ла́убере (латыш. Laubere) — населённый пункт в Огрском крае Латвии. Административный центр Лауберской волости. Расстояние до города Огре составляет около 39 км.
По данным на 2018 год, в населённом пункте проживало 354 человека. Есть волостная администрация, начальная школа, дом культуры, библиотека и почтовое отделение.

## История
Впервые упоминается в 1567 году как Лобурен.
В советское время населённый пункт был центром Лауберского сельсовета Огрского района. В селе располагалась центральная усадьба совхоза «Лаубере».